# Pavillon de l'Horloge
Il Pavillon de l'Horloge (in italiano: "Padiglione dell'Orologio"), noto anche come Pavillon Sully, è un padiglione al centro dell'ala ovest della Cour Carrée del Palazzo del Louvre a Parigi.

## Storia
Il padiglione venne costruito poco più a nord della più antica ala Lescot tra il 1624 ed il 1645. La famosa struttura, con la caratteristica cupola squadrata, venne disegnata dall'architetto Jacques Lemercier (1585–1654). Il nome proviene dall'orologio che venne poi incorporato nell'area alta del padiglione.
La struttura divenne nota come Pavillon Sully (da Massimiliano di Béthune, duca di Sully) all'inizio del XIX secolo. La sua facciata occidentale venne completamente rimodellata dall'architetto Hector Lefuel a metà Ottocento durante il secondo impero francese.
Il padiglione ebbe notevole popolarità nell'architettura successiva, al punto che gli altri padiglioni presenti all'interno del Louvre a partire dal XVII secolo lo presero ad esempio. Alla sua figura si rifà anche la sede centrale del Crédit lyonnais a Parigi.

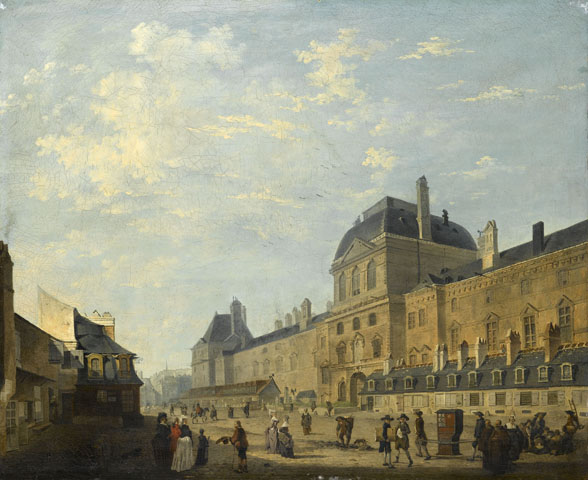
La facciata occidentale di Lemercier vista da rue Fromenteau, fine del XVIII secolo
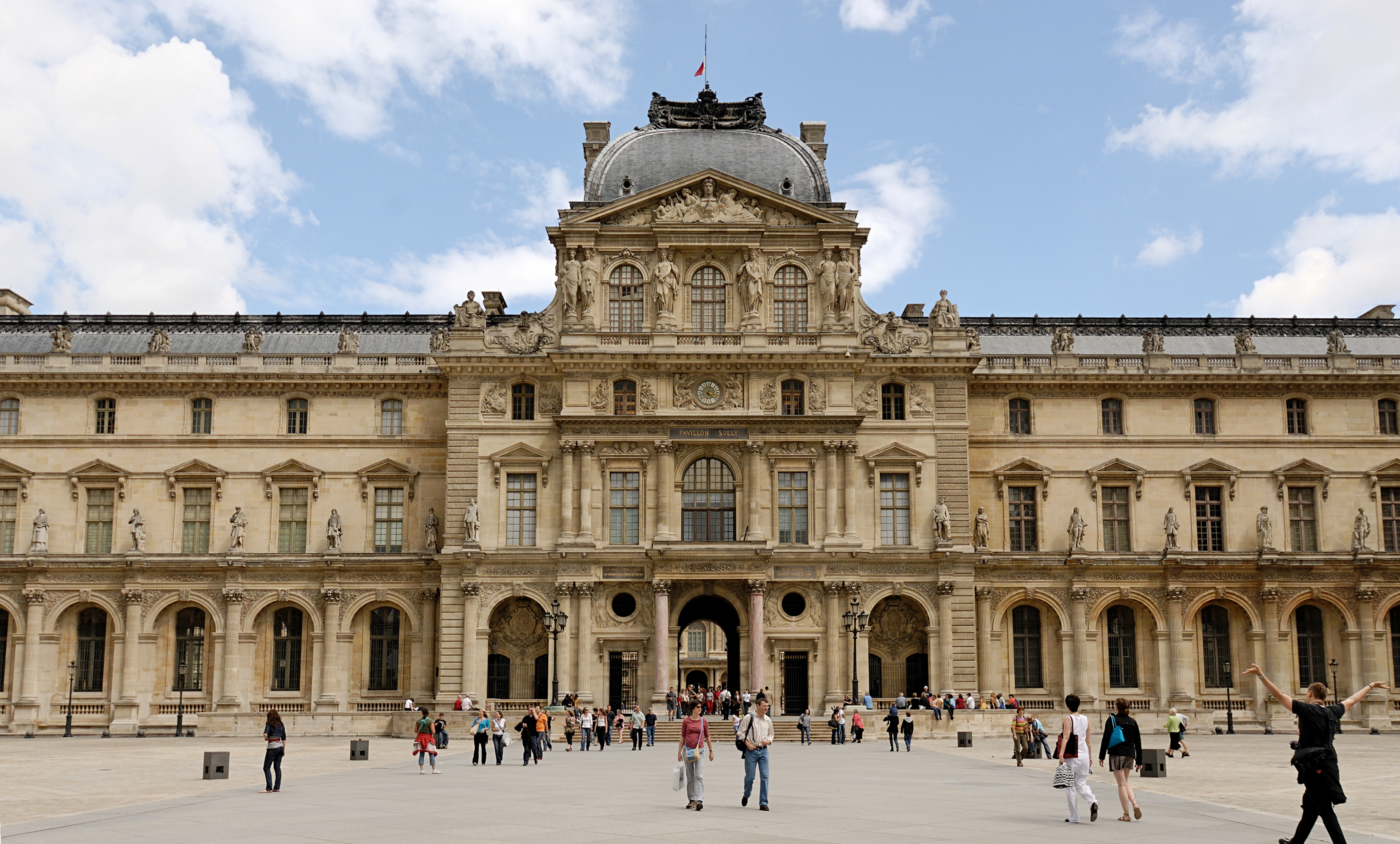
La facciata occidentale del Pavillon Sully, disegnata da Hector Lefuel